# Tricycle couché

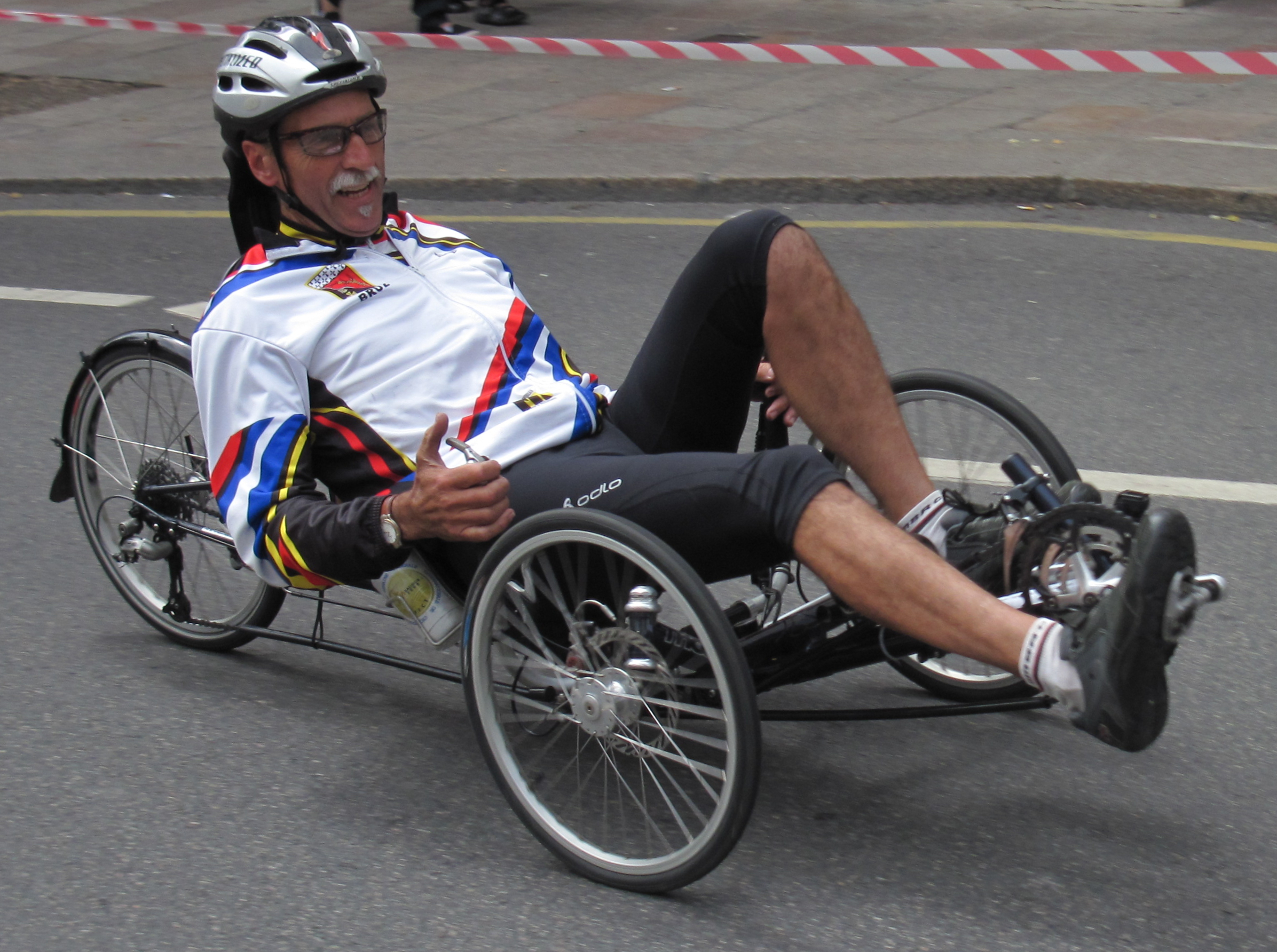
Un exemple de vélo couché tadpole.

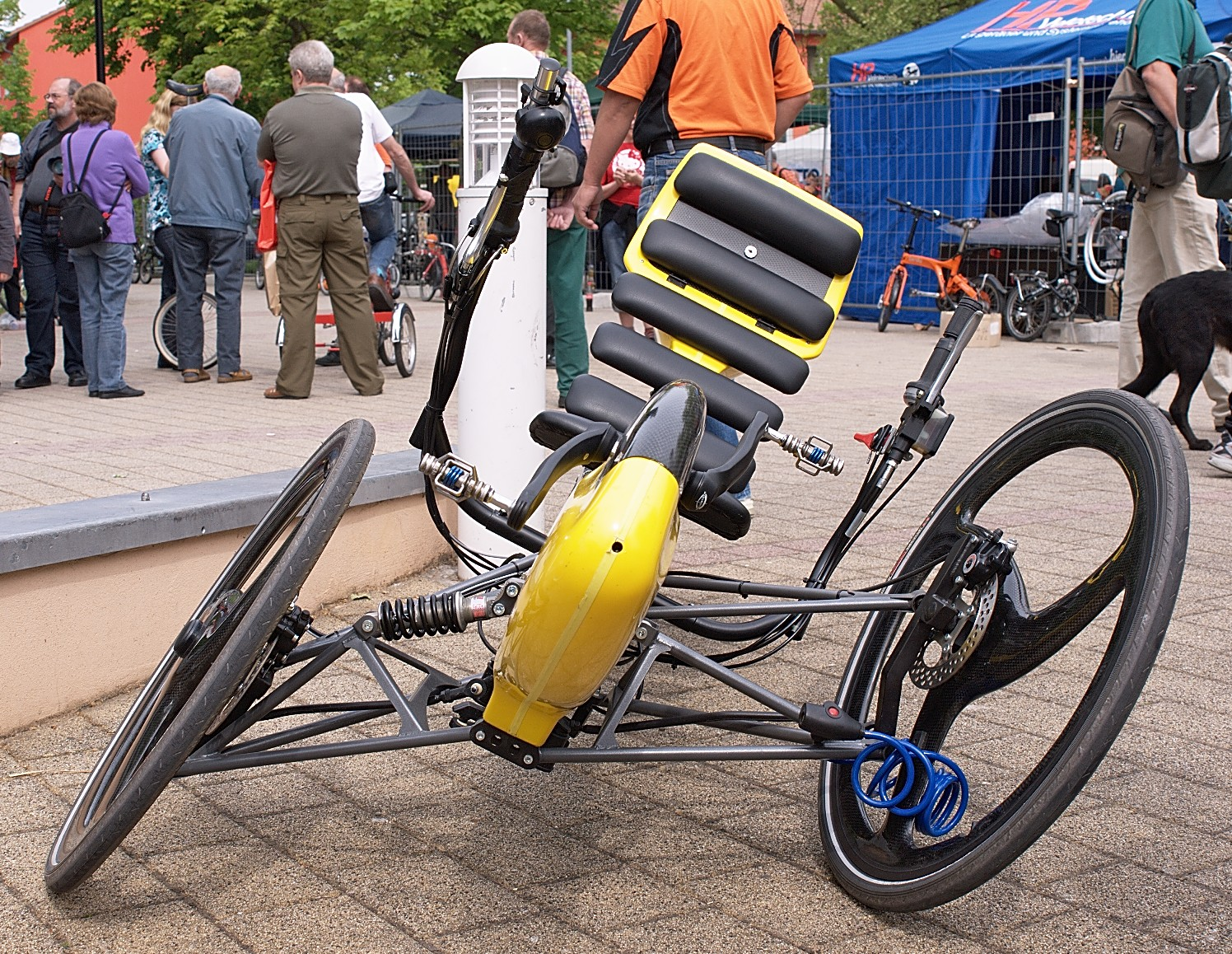
Un exemple de vélo couché inclinable.

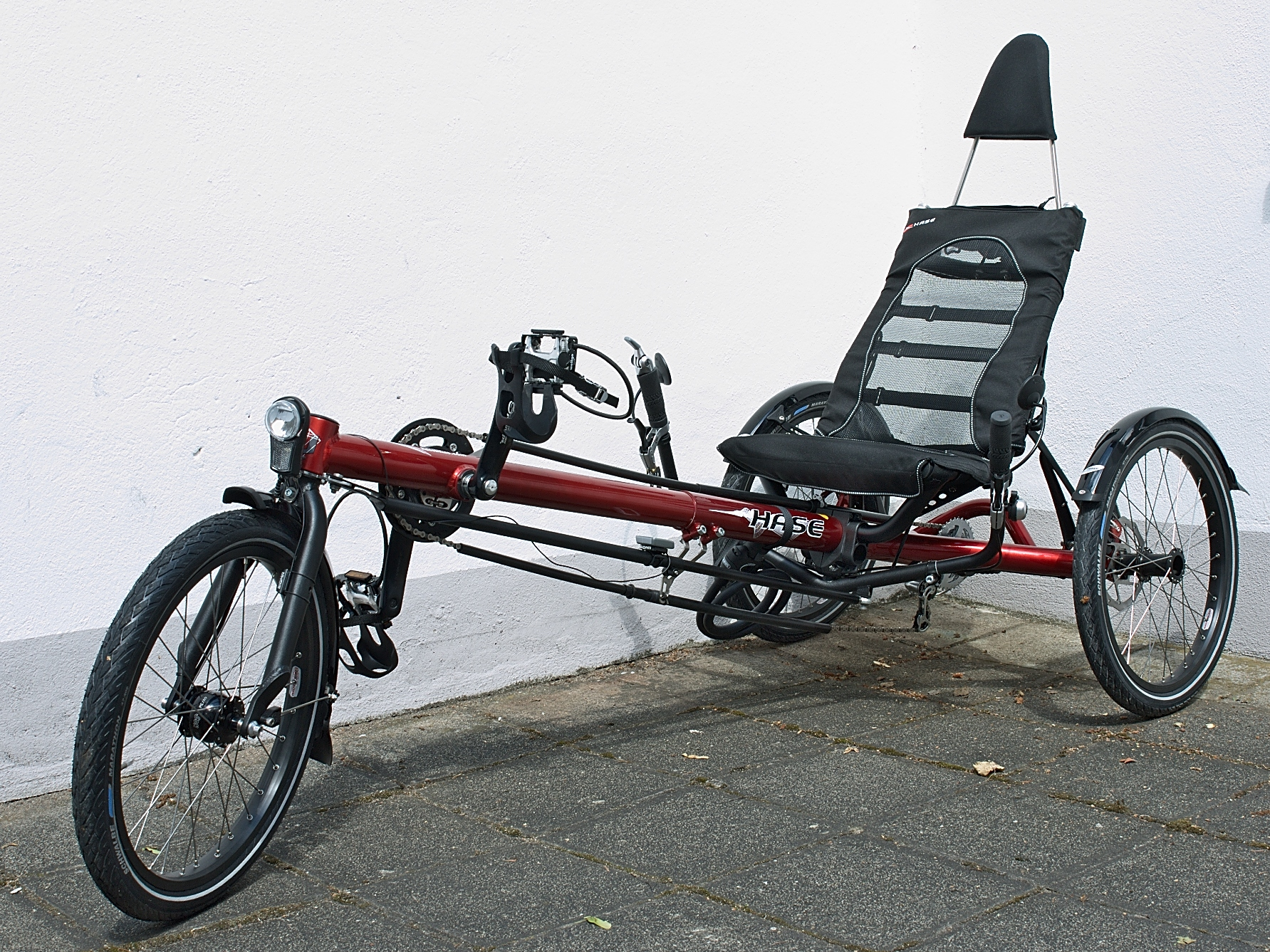
Un exemple de vélo couché delta.

Un tricycle couché est une variante du vélo couché munie de trois roues. Il est conçu de telle façon que le conducteur pédale en position couchée sur le dos, les jambes à l'horizontale. Le pédalier est situé à l'avant du tricycle et la selle est remplacée par un siège contre lequel s'appuie le dos de l'utilisateur. Le guidon se trouve soit au-dessus des genoux, soit sous les fesses.
On trouve deux architectures de tricycle couché : le tadpole (têtard en anglais), avec deux roues à l’avant, et le delta, avec deux roues à l'arrière. Certains tricycles peuvent s'incliner en virage.
Carrossés, les tricycles servent de base aux vélomobiles. Entraînés par pédalage manuel, ils deviennent des handcycle ou vélocimane et sont utilisés en cyclisme handisport.

## Généralités
La conception géométrique et la construction doivent être soignées pour éviter un décalage dans la direction lors de l'utilisation des freins et du pédalage.

### Dimensions et poids
Les dimensions des tricycles couchés vont généralement de 160 à 200 cm de long pour 70 à 85 cm de large. Leur poids se situe entre 12 et 20 kg, 16 kg étant un poids habituel.

### Avantages
Confort
- Confort au niveau du dos et des fessiers. La position assise minimise l'effort en cote.
- Comme le vélo couché 2 roues, la meilleure position aérodynamique du tricycle couché refroidit moins.
- Position aérodynamique (valable au-dessus de 15 km/h ou face au vent).
- Adapté pour les handicaps aux bras ou qui mettent en jeu l'équilibre. Possibilité de piloter à une main entre autres.

Sécurité
- Sécurité passive : Les chutes sont sur le côté en glissades. Elles entraînent moins de lésions. Les roues avant protègent les genoux des chocs latéraux. En choc frontal ce n'est pas la tête qui prend en premier.
- La position semi-couchée permet une vue sur l'horizon, et non dirigée sur la route, donc plus efficace.
- Freinage sur les roues avant très efficace et sûr si le trike est doté d'un freinage sans incidence sur la trajectoire (no brake-steer).
- Capacité de chargement et stabilité de l'ensemble à l'arrêt.
- Virage en pédalant sans risque de toucher le sol avec la pédale.
- Possibilité de pédaler à très basse vitesse sans risque de déséquilibre. Il est possible de rouler même très chargé en montée, si le développement minimum est suffisamment faible, car il n'y a pas d'équilibre à gérer.
- Arrêt et redémarrage sans besoin de déclipser les pédales à cales automatiques.
- Les voitures laissent environ 70 cm de plus d'espace lors de dépassements.

### Inconvénients
Rareté
- Prix élevé dû à la faible production et construction artisanale et au supplément de pièces (3e roue) et de main d'œuvre nécessaire. Prix compris entre 3 000 € et 5 000 € ( Année 2021)
- Délais de livraison parfois longs.
- Disponibilité faible, en raison d'une demande faible.

Problèmes de sécurité
- Très bas : Manque de visibilité par les autres modes de transports. Il est important de conserver une distance importante entre le tricycle et le véhicule précédent, afin de s'assurer de rester visible dans le rétroviseur.
- Le freinage sur les roues avant peut déporter le pilote si le tricycle n'est pas doté d'un freinage sans incidence sur la trajectoire. L'expertise du pilote peut partiellement compenser ce problème si le freinage n'est pas totalement neutre.

Facteurs d'inconfort
- Exposition aux éclaboussures (garde-boue obligatoires).
- Il est difficile d'éviter les nids de poule avec les trois roues qui passent à 3 endroits différents. (Pour cette raison, les modèles non suspendus aux pneus raides gonflés à haute pression sont inconfortables sur les routes en mauvais état. Là des pneus larges ou une suspension sont vivement conseillés.)

Lent en côtes
- La vitesse en côte est 1/4 à 1/3 moins rapide qu'un vélo droit selon le modèle choisi.
- Le poids 13-18 kg, est supérieur de 5 ou 6 kg par rapport à un vélo classique équivalent.

Pas toujours pratique
- Impossible de circuler à pied avec le trike à côté comme avec un vélo, en cas de panne ou de crevaison.
- Stockage plus encombrant qu'un vélo droit.
- L'encombrement rend le transport plus difficile en transport en commun (où il prend bien plus de place qu'un vélo classique). En voiture, il ne tient pas sur un porte-vélo. Par contre il peut plus facilement être transporté sur le toit d'une voiture qu'un vélo ordinaire, simplement en l'attachant solidement aux barres de toit.

### Comparaison avec un vélo couché à 2 roues
+ À vitesse moyenne, il est très sécurisant (aucun apprentissage de l'équilibre n'est nécessaire).
+ La stabilité des 3 roues donne au tricycle de nombreux avantages (voir rubrique avantages). Notamment en milieu urbain, le fait d'être dans les cales automatiques permet des démarrages et des accélérations plus faciles.
+ Un tricycle est plus facile à manipuler pour lui faire faire demi-tour au sol.
- Le tricycle a plus de frottement au sol et est moins aérodynamique (plus large) donc moins rapide que le 2 roues. À poids égal, le phénomène se réduit dans les côtes car la vitesse diminue.
- Le tricycle (sauf pliant) est plus encombrant à stocker et transporter dans un véhicule car plus large.
- Deux tricycles côte à côte sont légalement interdits sur la chaussée mais le tricycle peut emprunter les pistes cyclables (Il passe de justesse les chicanes des voies mixtes piéton-vélos).

## Différents types

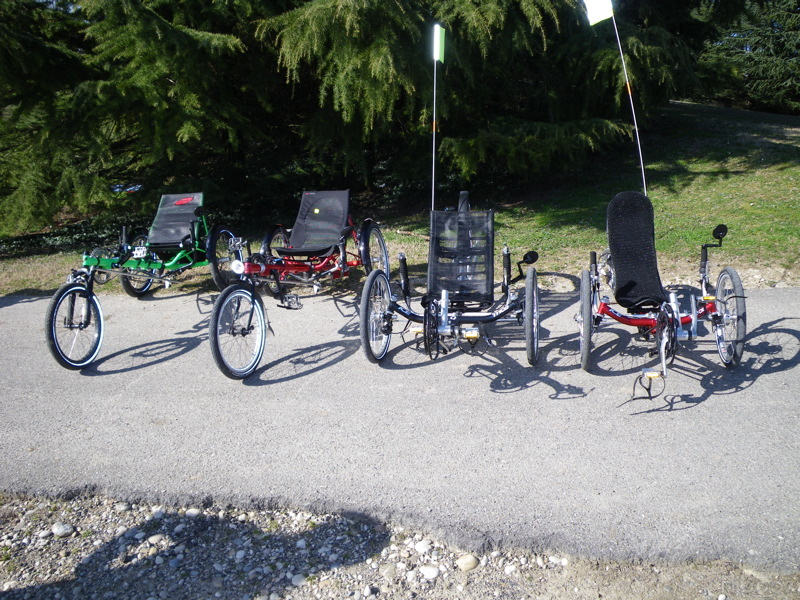
Quatre tricycles couchés, différentes configurations (2 roues arrière ou 2 roues avant), France 2008

### Deux roues avant directrices et propulsion
Ce type est souvent appelé tadpole (têtard en anglais). Il se caractérise par :
- Meilleure stabilité ;
- Un frein sur chaque roue avant : parfois deux disques ;
- Sensation de protection car on est assis entre les 3 roues ;
- Sur terrains très glissants, en montée raide, il y a un risque de patinage de la roue arrière. On peut diminuer le patinage à l'aide de pédales automatiques, ce qui permet de pédaler plus rond, sans à-coup. Le poids à l'arrière diminue aussi le risque de patinage. C'est le cas avec une assistance électrique (poids du moteur dans la roue arrière, et de la batterie) comme avec quelques bagages.

### Deux roues arrière, une roue avant directrice
Ce type est souvent appelé delta. Il se caractérise par :
- Propulsion arrière plus compliquée, nécessite un différentiel pour entraîner les deux roues ;
- Diamètre de braquage réduit, malgré une longueur plus importante;
- En cas de forte montée, risque de perte d'adhérence sur la roue avant ;
- Un des rares modèles du marché pouvant être garé à la verticale ;
- Possibilité, en enlevant la roue avant des trikes raccordés, d'enchainer plusieurs trikes l'un après l'autre pour en faire un seul véhicule articulé.

## Détails

### Cadre
Tous les constructeurs donnent leurs trikes pour une charge maximum.

#### Aluminium
6061 T6 ou 7005 T6  avec traitement thermique.
- Légers
- Risque de casse à force de fléchir si le traitement thermique n'est pas de première qualité. Certains ont parcouru des dizaines de milliers de km sans aucune casse. Ils sont souvent donnés pour un poids maximum. Leur avantage : le poids. Leur inconvénient : confort moindre sauf les modèles suspendus.

#### Acier
- Durable et plus confortable, l'acier absorbe mieux les chocs.
- Contrepartie : le poids plus élevé de 3 à 4 kg. Ce qui est quasiment neutre sur le plat mais se ressent dans les côtes.

### Dimensions

#### Longueur
Du fait de la position couché : environ 2 m
- Possibilité de réduire la longueur pour le transport en sortant ou rentrant la bôme au plus court.
- Il existe de rares modèles pliants pratiques pour transporter le vélo dans votre auto.

Sur un porte-vélo, en travers, à l'arrière d'une voiture, un trike dépasse trop, sans démontage. 

#### Largeur pour passer les portes
70 - 85 cm,  
Largeur un peu plus importante qu'un vélo, en partie compensée par le risque amoindri de faire un écart ou de louvoyer. Passer les rétrécissements à l'entrée des pistes cyclables ne pose normalement pas de problème. 
L'augmentation de la largeur est surévaluée par les automobilistes, qui s'écartent plus en doublant, et manifestent plus de respect (ils te pensent handicapé)[réf. nécessaire].

#### Hauteur
La hauteur totale du trike dépend essentiellement de la hauteur de l'assise, et l’inclinaison du siège entre en ligne de compte de façon plus modérée. Les sièges des trikes ont des hauteurs d'assise variant de 20 à 50 cm. La plupart des trikes sont assez bas, aussi, par sécurité, il vaut mieux avoir un fanion, dans le trafic.

#### Ajustement à sa taille
La bôme est un tube inséré dans le tube du cadre principal. Le pédalier est fixé à l'extrémité de la bôme. Le réglage de la taille de la grande majorité des trikes s'effectue en modifiant la position du pédalier par rapport au siège, en rapprochant ou en éloignant le pédalier.
Pour évaluer la taille, dans le trike on parle de x-seam. Elle correspond à la mesure assis (reculé contre un mur), depuis le mur jusqu'aux talons, avec le pied en équerre par rapport à la jambe.
Selon les modèles la bôme est réglable par coulissement. Mais pour plus les petits il pourra être nécessaire de couper la bôme; pour eux la limite inférieure est donnée par les talons qui vont toucher le cadre. Pour les plus grands au-delà de 1,90 m, il pourra être nécessaire de commander une bôme plus longue. 
Le changement de réglage de la longueur de la bôme change la tension du dérailleur. Il faut donc raccourcir ou rallonger la chaîne. 
Pour éviter cet inconvénient, les principales marques proposent en option un tendeur supplémentaire qui permet à des personnes dont la taille varie de 1,50 m à 1,90, d'utiliser le même tricycle, juste en réglant la bôme, sans modifier la longueur de la chaîne.

### L'assise, le siège
L'angle d'inclinaison varie de 20-45° réglable ou fixe. En dessous de 25 °, appuie-tête quasi obligatoire ? Attention, les appuie-têtes restituent souvent les vibrations et chocs. Un siège très incliné, sur une mauvaise chaussée, augmente l'inconfort.

### Coques: siège type baquet

#### Avantage
- Meilleur maintien lombaire
- Meilleur appui dans les montées
- Aérodynamisme
- Protège des projections d'eau venant de la roue arrière

#### Inconvénient
- Aération moindre
- On a bien souvent une cambrure propre et non standard ⇒ inconfort pour ceux qui n'ont pas la forme requise

### Siège à toile tendue
Généralement appelé mesh.
- Très bonne aération
- Très confortable, s'adapte à tout dos
- Laisse passer un peu les projections d'eau sale en provenance de la roue arrière. C'est évité en intégrant, facilement, une couche de mousse sous la toile.

#### Amortisseur
1. On retire le siège de maille
2. On pose des gaines d'isolation sur les tubes…
3. Et on repose par-dessus le siège de maille…

Résultat imbattable pour un prix réduit

### Carénage
Caréné le tricycle devient une vélomobile. Certaines rajoutent un carénage sur un cadre tricycle. D'autres carrosseries sont autoportantes.

### Roue
- Les dimensions varient de 12 (roues avant) à 28 pouces (roue arrière)
- Le plus fréquent : 20 pouces
- Le plus manœuvrant : 16 pouces sur les roues avant
- Meilleure vitesse et meilleur confort avec une roue arrière de 26 pouces
- Meilleur rendement en côtes avec des petites roues (pas de déformation)
- Souvent la roue arrière est plus grande que les roues avant
- Les petites roues (16") perdent de la vitesse sur les routes très granuleuses, mais, à l'avant, permettent un meilleur aérodynamisme
- Une suspension peut compenser l'inconfort des petites roues

### Freins
- Sauf exception : les tricycles couchés à deux roues avant sont freinés sur les roues avant. La roue arrière freinée fait déraper le trike. C'est très dangereux une fois lancé dans une descente. Pour les modèles free-style, cela peut être un effet recherché pour faire des 180° instantanés. Sinon le frein arrière est en général un frein de parking.
- Les freins proposés sont généralement des freins à disque ou à tambour de très bonne qualité. Freiner sur les deux roues avant permet de freiner très fort (plus qu'un vélo), jusqu'à décoller brusquement la roue arrière. Prudence au début !
- Souvent la commande de freinage de chaque roue avant est séparée. cela induit un risque de travers si on freine plus d'un côté que de l'autre. Cet effet est appelé « Brake steering ». Il varie selon le modèle de trike et l'adhérence. Pour l'éviter certains trikes et vélomobiles ont les freins avant couplés (une seule commande pour les roues avant).
- À disque à commande hydraulique : Pas de réglage, purge 1 fois par an, possibilité de coupler les deux freins en une seule commande.
- À disque à commande par câble : Réglage selon l'usure (facile), commande moins douce.
- À tambour, l'entretien est presque nul, l'attaque du freinage est plus douce.

### Stabilité
- Elle varie selon la garde au sol et l'empattement.
- Stables à basse vitesse : les trikes sont plus stables, à basse vitesse, que les deux roues, surtout sur sol glissant.
- Vifs à vitesse élevée : ils sont par contre vifs, souvent délicats à piloter à grande vitesse (Comme tous les petits véhicules à 3 ou 4 roues).

### Direction
Le diamètre de braquage varie de 3,30 m à 7 m.

#### Direction Directe

##### Avantage
- Gain de poids

##### Inconvénients
- Effet de brake steering (changement de direction dû au freinage) plus ou moins important selon les modèles.
- Plus de vibrations dans la direction.

#### Direction Indirecte

##### Avantages
- Moindre sensibilité au freinage : Une bonne direction sous le siège peut aller de totalement neutre (neutral brake steering) à quasi neutre.
- Progressivité

##### Inconvénients
La tringlerie passe dessous : 
- Garde au sol réduite
- Craint les chocs par en dessous

### Pédalage
- Louvoiement au pédalage : sur certains modèles un louvoiement peut être constaté. En anglais on parle de « pedal steering ». Ce louvoiement peut être atténué par une position neutre dans le siège et un effort progressif dans le pédalage, notamment avec des chaussures à cales. Il faut aussi oublier de s'agripper sur le guidon comme sur un vélo droit, c'est un réflexe contre-productif.

Il est fortement conseillé de mouliner plutôt que de forcer pour éviter les problèmes de genoux. Les manivelles courtes (150 à 160 mm) semblent  être une bonne solution pour ceux qui souffrent des genoux.

#### Vitesse standard et modifiable
Souvent plus de 24.
Pédales automatiques recommandées :
- une meilleure performance ;
- Sécurité (pied qui touche la route peut être dangereux) ;
- Repos complet lors d'une descente ;
- Sans pédale automatique : lors d'un pédalage horizontal, une force résistive doit être appliquée pour maintenir le pied sur la pédale qui revient ; 
- Les « pédales de marches » type VTT sont pratiques.
- Les pédales permettant un réglage pour s'adapter à votre morphologie seront un plus.
Pédalier : 30-42-52 voire 30-44-55
Cassette : 11-26 voire 11-32 ou parfois 9 à xx dents sur les roues arrière de 16 pouces.
Il est conseillé de pédaler vite, 90 tr/min pour un bon rendement et économiser ses genoux.